# Ludwig Benedict Trede
Ludwig Benedict (Bendix) Trede (* 4. Juni 1731 auf Hof Grünhaus (Kirchnüchel); † 30. Dezember 1819 in Eutin) war ein Hofbeamter des Fürstentums Lübeck sowie des Herzogtums Oldenburg. Auch als Philosoph wurde er tätig.

## Leben
Trede war der Sohn des Hofbesitzers und späteren Pächters Asmus Trede († 1733) und dessen Ehefrau Catharina Elisabeth geb. Gribbohm (getauft 1696). Er studierte ab 1749 Rechtswissenschaften an der Universität Kiel. Nach dem Abschluss des Studiums trat er in den Verwaltungsdienst des Fürstbistums Lübeck. 1759 wurde er Sekretär des Geheimen Rats Henning Benedikt von Rumohr, der in dem kleinen Staat als leitender Minister des Fürstbischofs Friedrich August amtierte. Trede macht hier schnell Karriere und wurde 1764 zunächst zum Kabinettssekretär und Kanzleiassessor mit dem Titel Justizrat ernannt und 1769 zum Wirklichen Rat in der Justizkanzlei befördert. Nach der Vereinigung des Fürstbistums Lübeck mit den Grafschaften Oldenburg und Delmenhorst nach dem Vertrag von Zarskoje Selo 1773 wurde das ehemalige fürstbischöfliche Kabinett zur obersten Behörde und Regierungszentrale des neuen Herzogtums in der Residenzstadt Oldenburg. Trede fungierte hier erneut als Kabinettssekretär und bildete das Verbindungsglied zwischen dem Landesherrn Friedrich August, nun Herzog von Oldenburg, und dem Verwaltungsapparat. Als enger Mitarbeiter des dirigierenden Ministers Graf Friedrich Levin von Holmer hatte er daneben auch Einfluss auf die Staatspolitik. Tredes Einstellung war aufgeklärt reformkonservativ und vertrat das Prinzip der Wohlfahrtspflicht des Staates gegenüber seinen, zu dieser Zeit als unmündig betrachteten, Bürgern. Insofern engagierte er sich im Armenwesen.
Mit dem Regierungswechsel 1785 behielt Trede seine Stellung auch unter dem neuen Herzog Peter Friedrich Ludwig. Der Monarch schätzte Trede als erprobten und verlässlichen Beamten, sowie auch als Gesprächspartner und sogar – unter Berücksichtigung der Standesunterschiede – als Freund, sodass Trede jahrelang die Aufsicht über das herzogliche Privatvermögen führte. Mit der Besetzung des Herzogtums durch Truppen des französischen Kaiserreichs unter Napoleon 1811 wurde Trede Mitglied der Regierungskommission, die während des russischen Exils des Herzogs als eine Art Staatsministerium fungierte. Ihr Dienstsitz war zu dieser Zeit Eutin im von den Franzosen nicht besetzten Teil des Fürstentums Lübeck.
Trede war als hochgebildeter und vielseitig interessierter Beamter in regem Kontakt zu den literarischen Zirkeln in Eutin und Oldenburg. Er war Mitglied des freimaurerischen Ordens Virtue and honour, gehörte 1771 zu den Gründungsmitgliedern der Eutiner Freimaurerloge Zum goldenen Apfel und fungierte bis zu ihrer Auflösung 1777 als ihr Meister vom Stuhl. Anschließend schloss er sich der Oldenburger Loge Zum goldenen Hirsch an. Zum Freimaurertum veröffentlichte er auch einige Aufsätze.
Tredes Interesse galt weiterhin auch der Philosophie. Als Anhänger Immanuel Kants veröffentlichte er anonym einige Schriften. Als sein philosophisches Hauptwerk galt die 1811 gedruckten Vorschläge zu einer notwendigen Sprachlehre, an denen er fast dreißig Jahre gearbeitet hatte. In diesem Werk unternahm er, laut seinem Biographen Hans Friedl, den Versuch eines ihm selbst offenbar nicht bewussten Brückenschlags von Gottfried Wilhelm Leibniz zu Kant, in dem er die Grundzüge einer hinter den Einzelsprachen stehenden Universalsprache aufzustellen versuchte, die als „Alphabet der menschlichen Gedanken“ (Leibniz) die Verständigungsbarrieren überwinden sollte.

## Werke
- Gespräch über Sittlichkeit und Pflicht. Veröffentlicht in: Oldenburgische Blätter vermischten Inhalts, Ausgabe 5, 1793, S. 273–297.

In überarbeiteter und erweiterter Fassung wieder abgedruckt in: Irene. Hg. von Gerhard Anton von Halem, Bd. 2, 1802, S. 1–50.
- Vorschläge zu einer notwendigen Sprachlehre. Ohne Ortsangabe (Hamburg), 1811. 2. Auflage: Leipzig, 1816.
- Briefwechsel des Prinzen Peter Friedrich Georg in Rußland mit dem Herrn Justizrat Trede in Eutin. Veröffentlicht in: Schleswig-Holstein-Lauenburgische Provinzialberichte, Band 4, 1830, S. 433–451.
- Idee der Freimaurerei. Abgedruckt in: Theodor Merzdorf: Geschichte der Freimaurerlogen im Herzogtum Oldenburg. Oldenburg, 1852, S. 148–149.
- Zweck des Freimaurerbundes. ebd., S. 149–150.